# José Luís Garcia
José Luís Garcia (Lisboa, 1955) é Investigador Principal do quadro do Instituto de Ciências Sociais da Universidade de Lisboa. É doutorado em Ciências Sociais pela Universidade de Lisboa, após ter feito estudos doutorais na London School of Economics and Political Science (Universidade de Londres). 
O seu percurso académico tem-no levado a lecionar, entre outras escolas, nos cursos de graduação ou pós-graduação em sociologia e comunicação do ISCTE-IUL (1990-2011), em comunicação e cultura da Universidade Católica Portuguesa (1994-1997), em jornalismo na Escola Superior de Comunicação Social, Instituto Politécnico de Lisboa (2011- 2013) e comunicação social e novos media na Escola Superior de Educação, Instituto Politécnico de Coimbra (2015-2016; 2017-2018).  Atualmente, leciona a disciplina de sociologia da saúde nos cursos de ciências da saúde e medicina dentária da Universidade de Lisboa; é docente de teorias sociológicas clássicas no programa de doutoramento em Sociologia – OPENSOC; e estudos sociais da ciência e tecnologia no Programa doutoral FCT em Filosofia da Ciência, Tecnologia, Arte e Sociedade. Teve posições de professor ou investigador visitante na Universidade de São Paulo (2007; 2009; 2011) e na UNESP - Universidade Estadual Paulista “Júlio de Mesquita Filho” (2015), ambas no Brasil, e na Universidade do Iowa, nos EUA (2010).  A sua investigação e ensino mais recentes centram-se na teoria social, no estudo das implicações sociais, políticas e éticas da ciência e da tecnologia, assim como na comunicação, cultura e novos media. Entre outras obras, é autor de dezenas de artigos e capítulos de livros publicados em Portugal e no estrangeiro sobre temas como teoria social, comunicação, biotecnociências e medicina.
Entre 2007 e 2009 foi vice-presidente da comissão de estudos pós-graduados no ICS, tendo sido o responsável pela criação do doutoramento em Sociologia do ICS/UL em 2008. Integrou a Comissão de Ética para a Investigação Clínica (CEIC) (Janeiro 2009 - Janeiro 2011) e a Comissão de Ética do Centro Académico de Medicina de Lisboa (CHLN/FMUL/IMM) (2015-2017).  Entre 2010 e 2012, presidiu à Comissão Deontológica da Associação Portuguesa de Sociologia. Foi, entre 2009 e 2013, presidente do Observatório das Actividades Culturais (OAC).
Nasceu em Lisboa, viveu a infância no Lobito, Angola, fez os estudos liceais e a licenciatura em Lisboa, e habitou no Porto, Madrid, Oxford e Londres. Vive atualmente em Lisboa. 

## Publicações selecionadas
Livros:
Garcia, J.L., Martins, H. (eds) (no prelo). Lições de Sociologia Clássica, Edições 70. 
Garcia, J.L., Kaul, C., Subtil, F. e Santos, A. (eds.) (2017). Media and Portuguese Empire, Palgrave Macmillan;
Garcia, J. L., Alves, T., Leonard, Y. (eds.) (2017). Salazar, o Estado Novo e os Media, Edições 70;
Martinho, T., Lopes, J. T. e Garcia, J. L. (2016) (eds.). Cultura Digital em Portugal, Afrontamento;
Garcia, J. L. (ed.) (2016). Pierre Musso and the Network Society: From Saint-Simonianism to the Internet, Springer;
Proulx, S., Garcia, J. L. e Heaton, L. (eds.) (2014). La Contribution en Ligne: Pratiques Participatives à l’Ère du Capitalisme Informationnel, Presses de l’Université du Québec;
Jerónimo, H. M., Garcia, J. L. e Mitcham, C. (edts.) (2013). Jacques Ellul and the Technological Society in 21st Century, Springer;
Garcia, J. L. (ed) (2009). Estudos sobre os Jornalistas Portugueses - Metamorfoses e Encruzilhadas no Limiar do Século XXI. Lisboa: Imprensa de Ciências Sociais.
Garcia, J. L., Jerónimo, H. M e Cabral, M. V. (edts.) (2006). Razão, Tempo e Tecnologia. Estudos em Homenagem a Hermínio Martins,Imprensa de Ciências Sociais.
Martins, H. e Garcia. J. L. (2003). Dilemas da Civilização Tecnológica. Lisboa: Imprensa de Ciências Sociais.

Capítulos de livros e artigos:
Garcia, J.L. (no prelo). Em Louvor da Teoria. In Garcia, J.L., Martins, H. (eds) (no prelo). Lições de Sociologia Clássica, Edições 70. 
Garcia, J.L. (2018). Hermínio Martins' Philosophical Sociology of Technology: A Short Introduction.In Castro, J.E.; Fowler, B.; Gomes, L. (Eds), Time, Science and the Critique of Technological Reason, Palgrave MacMillan (pp. 155-182).
Garcia, J. L.; Jerónimo, H. M. e Carvalho, T. M. (no prelo). Methodological luddism: A concept for trying degrowth to the assessement and regulation of technologies. The Journal of Cleaner Production, Special issue "Degrowth and Technology". doi.org/10.1016/j.jclepro.2017.03.184.
Mendonça, Pedro X.; Garcia, J. L. e Fernández-Esquinas, M. (2017). Marketing in the material construction of artifacts: A case study of Portuguese navigation systems company. Technology in Society, nº 51: 24-33. doi.org/10.1016/j.techsoc.2017.07.001.
Garcia, J. L., Alves, T., Léonard, Y. (2017). Salazar, o Estado Novo e os media: introdução a uma nova agenda de investigação. In Garcia, J. L., Alves, T.  e Leonard, Y. (Eds.), Salazar, o Estado Novo e os Media (pp. 9-23). Lisboa: Edições 70.
Martins, H., Garcia, J. L. (2016). A hegemonia cibertecnológica em curso: uma perspetiva crítica. In Martinho, T. D., Lopes, J. T. e Garcia, J. L (Eds.). Cultura e Digital em Portugal (pp. 19-37). Porto: Afrontamento.
Garcia, J. L., Lopes, J. T., Martinho, T. D., Neves, J. S., Gomes, R. T., Borges, V. (2016). Mapping cultural policy in Portugal: From incentives to crisis. International Journal of Cultural Policy, Advance online publication on 6 November 2016, 1-17. 
Garcia, J. L., Graça, J. C., Jerónimo, H. M., Marques, R. (2014). Portuguese Sociology. A non-cesurial perspective. In Koniordos, S., Kyrtsis, A. (Eds.), The Routledge Handbook of European Sociology (pp. 357-375). New York, London: Routledge.
Garcia, J. L. (2014). La 'crisis' y la metamorfosis del capitalismo. Revista Española de Sociología, 22, 145-166. 
Alves, T. e Garcia, J. L. (2014). A permuta digital como jogo: compartilhar fotos da natureza no Flickr. Estudos de Comunicação, nº 15 Especial (Maio): 107-132.
Garcia, J. L., Jerónimo, H. M. (2013). Fukushima: a tsunami of technological order. In Jerónimo, H. M., Garcia, J. L. e Mitcham, C. (Eds.), Jacques Ellul and the techonological society in the 21st century (pp. 129-144). New York: Springer.
Garcia, J. L. (2012). El discurso de la innovación en tela de juicio: tecnologia, mercado y bienestar humano. Arbor: Ciencia, Pensamiento e Cultura,  vol. 188, 753, 19-30. Edição em italiano: Garcia, J. L. (2011). Tecnologia, mercato e benessere umano: per un dibattito sul discorso dell'innovazione. In Mongardini, C. (Eds.). Crisi o Decadenza della Cultura Occidentale? (pp. 103-119). Roma: Bulzoni Editore.
Silva, P. D. da, Garcia, J. L. (2012). YouTubers as satirists: Humour and remix in online video. JeDEM - eJournal of eDemocracy and Open Government, 4-1, 89-114. 
Jerónimo, H. M., Garcia, J. L. (2011). Risks, alternative knowledge strategies and democratic legitimacy: the conflict over co-incineration of hazardous industrial waste in Portugal. Journal of Risk Research, vol. 14, 8, 951-967. 
Subtil, F., Garcia, J. L. (2010). Communication: An inheritance of the Chicago School of social thought. In Hart, C. (Ed.), The Legacy of Chicago School of Sociology (pp. 216-243). Manchester: Midrash Publishing. Edição em castelhano (revista e aumentada): Subtil, F., Garcia, J. L. (2012). Comunicación: una herencia de la Escuela de Sociologia de Chicago. In McCombs, M. e Algarra, M. M. (Eds.), Communication and Social Life: Studies in Honor of Professor Esteban Lopez-Escobar (pp. 295-320). Pamplona: Ediciones Universidad Navarra.
Garcia, J. L., Martins, H. (2008). O ethos da ciência e as suas transformações contemporâneas, com especial atenção sobre a biotecnologia. In Cabral, M. V., Wall, K., Aboim, S. e Carreira da Silva, F. (Eds.), Itinerários: A Investigação nos 25 Anos do ICS (pp. 397-417). Lisboa: Imprensa de Ciências Sociais. Edição no Brasil: Garcia, J. L., Martins, H. (2009). O ethos da ciência e suas transformações contemporâneas, com especial atenção à biotecnologia. Scientiae Studia: Revista Latino-Americana de Filosofia e História da Ciência, vol. 7, 1, 83-104. Edição em castelhano: Garcia, J. L., Martins, H. (2011). El ethos de la ciencia y sus transformaciones contemporáneas, com especial atención a la biotecnología. In González de la Fe, T. e López Peláez, A. (Eds.), Innovación, Conocimiento Científico y Cambio Social: Ensayos de Sociología Ibérica de la Ciencia y la Tecnologia (pp. 19-36). Madrid: CIS.
Garcia, J. L. (2006). Biotecnologia e biocapitalismo global. Análise Social,vol. XLI, 181, 981-1009. Edição em francês: Garcia, J. L. (2009). Biocapital et nouvelle économie politique de la vie. Revue de l'Institut de Sociologie, 2009/14, 7-38. 
Garcia, J. L. (2006). Introdução: Razão, tempo e tecnologia em Hermínio Martins. In Cabral, M. V., Garcia, J., Jerónimo, H. M. (Eds.), Razão, Tempo e Tecnologia. Estudos em Homenagem a Hermínio Martins (pp. 13-47). Lisboa: Imprensa de Ciências Sociais.
Garcia, J. L. (2003). Sobre as origens da crítica da tecnologia na teoria social. A visão pioneira e negligenciada da autonomia da tecnologia de Georg Simmel. In Martins, H. e Garcia, J. L. (Eds.), Dilemas da Civilização Tecnológica (pp. 91-138). Lisboa: Imprensa de Ciências Sociais. Edição em inglês: Garcia, J. L. (2005). Simmel on culture and technology. Simmel Studies, 2, 123-178. Edição em castelhano (versão revista): Garcia, J. L. (2007). Cultura y tecnologia en Georg Simmel. In Sabido Ramos, O. (coord.). Georg Simmel. Una Revisión Contemporanea (pp. 290-314). Barcelona: Anthropos Editorial.

## Ligações Externas
•	Página de José Luís Garcia no Instituto de Ciências Sociais da Universidade de Lisboa (http://www.ics.ul.pt/instituto/?ln=p&pid=52&mm=2&ctmid=04&mnid=1&doc=31809901190) 
•	Observatório das Actividades Culturais (https://web.archive.org/web/20101121100355/http://www.oac.pt/menuobservatorio.htm) 
•	Associação Filosófica Scientiae Studia (http://www.scientiaestudia.org.br/associac/josegarcia.asp) 
•	Comissão de Ética para a Investigação Clínica (http://www.ceic.pt/portal/page/portal/CEIC/QUEM_SOMOS/MEMBROS_CEIC/PLENARIO) 
•	WATERLAT (https://web.archive.org/web/20101029211205/http://www.waterlat.org/pt/collaborators.html)